# Santa Maria del Soccorso (metropolitana di Roma)
Santa Maria del Soccorso è una stazione della linea B della metropolitana di Roma.

## Storia
Santa Maria del Soccorso fu costruita come parte della tratta da Termini a Rebibbia della linea B, inaugurata il 7 dicembre 1990 e aperta al pubblico il giorno successivo.

## Servizi
- Biglietteria automatica
- Servizi igienici

## Interscambi
- Fermata autobus ATAC